# Vicente Ferrer Neto de Paiva
Vicente Ferrer Neto de Paiva (Freixo, Vilarinho, Lousã, 27 de Junho de 1798 — Vilarinho, Lousã, 11 de janeiro de 1886) foi um professor da Universidade de Coimbra, doutor em cânones, introdutor do krausismo em Portugal e importante defensor do jusnaturalismo, sendo considerado o principal responsável filosófico pela formação de toda uma geração de juristas e homens de Estado portugueses da segunda metade do século XIX. Na vida política, foi presidente da Câmara Municipal da Lousã (1822) e depois, finda a guerra civil, deputado e ministro da Justiça (1857), tendo um papel relevante na reforma do sistema judiciário português em meados do século XIX. Foi reitor da Universidade de Coimbra e sócio da Academia Real das Ciências de Lisboa.

## Biografia
Doutor em Cânones pela Faculdade de Cânones da Universidade de Coimbra desde 1821.
Nomeado lente-substituto a 31 de Julho de 1830, foi demitido logo a 17 de Dezembro desse mesmo ano.
Retira-se para a terra natal, Freixo, nos arredores da Lousã.
Reintegrado em 14 de Julho de 1834, assumiu a cadeira de Direito Público Universal e das Gentes.
Foi deputado na legislatura de 1838-1840. Na legislatura de 1840-1842 fez parte da minoria cartista, com António Luís de Seabra, Joaquim António de Magalhães, Jervis de Atouguia, Joaquim António de Aguiar e António de Oliveira Marreca.
Voltou à Universidade de Coimbra depois da subida ao poder de Costa Cabral e, a partir de 1843, começou a publicar várias obras e a introduzir nas suas lições conceitos fortemente influenciados pela obra de Heinrich Ahrens (1807-1874), professor da Universidade Livre de Bruxelas (Université libre de Bruxelles) e seguidor dos princípios filosóficos de Karl Christian Friedrich Krause (1781-1832). Desse labor resultou a introdução do krausismo em Portugal, numa versão de jusnaturalismo que depois se estruturaria como uma mistura tipicamente peninsular entre o individualismo burguês e certa vulgata kantiana.
As suas obras ganharam grande influência, particularmente depois de serem aprovadas como texto para os cursos de Direito da Universidade de Coimbra. Por essa via, no dizer de Cabral de Moncada, foi o principal responsável pela formação filosófica de toda uma geração de juristas e homens de Estado da segunda metade do século XIX. Foi o definidor dogmático e o filósofo mais autorizado jusnaturalismo português, marcando profundamente a filosofia jurídica do liberalismo burguês.
O seu pensamento adopta uma forma de filosofia intermediária com profundas raízes emocionais, sobretudo de ordem religiosa e ideológica. Por ter sido aluno de António Soares Barbosa no Colégio das Artes em Coimbra, inspirou-se no jusracionalismo josefista austríaco, sobretudo através de Karl Anton von Martini, aceitando o humanitarismo do despotismo inteligente ou iluminado, conforme as sínteses de Luís António Verney e de Sebastião José de Carvalho e Melo, marquês de Pombal. Apesar de ter proposto em 1837 que a Universidade de Coimbra substituísse provisoriamente o manual de Karl Anton von Martini pelos Éléments du droit naturel de Jean-Jacques Burlamaqui (1694-1748), acaba por produzir o seu próprio manual, chamado Elementos de direito natural ou de philosophia de direito.
Em 1842 foi Provedor da Santa Casa da Misericórdia de Coimbra.
Apesar de ter inicialmente apoiado o cabralismo, em Fevereiro de 1850 criticou publicamente a lei das rolhas de Costa Cabral.
Em 1857 foi nomeado Ministro da Justiça do governo do Partido Histórico.
Assumiu atitudes claramente anticlericais na questão das Irmãs da Caridade.
Foi amigo próximo de Alexandre Herculano.
Ministro da justiça de Loulé entre 14 de Março de 1858 e 16 de Março de 1859.
Manteve em 1869 uma acesa polémica com Rodrigues de Brito.
Em 1870 recusou o título de 1.º Visconde do Freixo e retirou-se da política depois da Saldanhada de Maio de 1870.